# Adobe Shockwave Player
Adobe Shockwave Player (trước đây là Macromedia Shockwave Player, cũng được biết đến là Shockwave for Director) là một plug-in phần mềm miễn phí đã ngừng hoạt động để xem các trò chơi video và đa phương tiện được tạo trên nền tảng Adobe Shockwave trong các trang web. Nội dung được phát triển với Adobe Director và xuất bản trên Internet. Nội dung đó có thể được xem trong trình duyệt web trên bất kỳ máy tính nào có cài đặt Shockwave Player. Shockwave Player được Macromedia phát triển lần đầu và phát hành vào năm 1995, sau đó Adobe đã mua lại Shockwave Player vào năm 2005.
Vào tháng 2 năm 2019, Adobe đã thông báo rằng Adobe Shockwave, bao gồm cả Shockwave Player sẽ ngừng hoạt động có hiệu lực vào ngày 9 tháng 4 năm 2019.